# Maja Sokač
Maja Sokač (de soltera Maja Zebić, Split, 31 de mayo de 1982) es una exbalonmanista croata que jugaba de extremo izquierda para la selección croata.

## Trayectoria
Sokač comenzó su carrera en el club croata Sinj. En 1996 se incorporó al equipo sénior del Split Kaltenberg, participante en la Liga de Croacia, con el que debutó al máximo nivel con tan solo 15 años y, en la temporada siguiente, debutó en competición europea.
En 2004 se unió al Lokomotiva Zagreb y, en la misma temporada, fue transferida al Podravka Vegeta, con el que obtuvo los títulos de Campeona de Croacia y vencedora de la Copa de Croacia. Participó en la final de la Recopa de Europa en 2005 y en la final de la Copa EHF en 2006. En la Liga de Campeones disputó 44 encuentros y anotó 131 goles. 
En la temporada 2011-2012 formó parte del SD Itxako, equipo que en ese momento era campeón de España y subcampeón de la Liga de Campeones.
Tras volver a Croacia, para jugar en el RK Zaječar y en el ŽRK Vardar terminó su carrera en el Ankara Yenimahalle turco.
Desde el 2021/22 forma parte del cuerpo técnico del HC Podravka Vegeta dirigiendo las escuelas del club.
Con la selección croata jugó en los Juegos Olímpicos de Londres 2012.

### Clubes
- 1996–2004:  Split Kaltenberg
- 2004:  ŽRK Lokomotiva
- 2004–2011:  Podravka
- 2011–2012:  SD Itxako
- 2012–2014:  RK Zaječar
- 2014–2016:  ŽRK Vardar
- 2016–2017:  Ankara Yenimahalle

## Trofeos
- 1 x Liga de España (2011/12)
- 1 x Copa de la Reina (2011/12)
- 7 x Campeonato de Croacia (2004/05, 2005/06, 2006/07, 2007/08, 2008/09, 2009/10 y 2010/11)
- 7 x Copa de Croacia (2004/05, 2005/06, 2006/07, 2007/08, 2008/09, 2009/10 y 2010/11)